# Euphyia stygiata
Euphyia stygiata är en fjärilsart som beskrevs av Kautz 1922. Euphyia stygiata ingår i släktet Euphyia och familjen mätare. Inga underarter finns listade i Catalogue of Life.